# Гідрогеологія Іспанії
На території Іспанії виділено 8 великих гідрогеологічних структур — артезіанські басейни Кастильський, Арагонський і Гвадалквівірський, гідрогеологічний масив Месети, гідрогеологічні складчасті області — Іберійська, Піренейська і Бетська та вулканогенний супербасейн на Канарських островах.
Основні водоносні комплекси представлені четвертинними алювіальними і неоген-палеогеновими відкладами, розвиненими г.ч. в артезіанських басейнах і мезозойських, перев. карбонатних, породах.
У алювіальних утвореннях знаходяться ґрунтові води (глиб. 5-30 м). Напірні води (з величиною напору 6-80 м) розташовані на глибині 30-100 м. Витрати джерел — соті та десяті частки л/с. Води переважно прісні. Склад HCO3- — Cl-, Cl- — HCO3-, Ca2+ — Na+.
У неоген-палеогенових відкладах частіше укладені міжпластові напірні води (глиб. 15-460 м). Величина напору досягає 200–300 м. Дебіти свердловин від сотих часток л/с до 70-100 л/с. Витрати джерел від десятих часток до 10-40 л/с, в окремих випадках до 1000-3000 л/с (вапняки Арагонського басейну). Води переважно прісні. Склад HCO3-, рідше SO42- — HCO3-, Ca2+ — Ma2+.
Водоносний комплекс мезозойських карбонатних порід містить тріщинні і тріщинно-карстові, г.ч. безнапірні води (глиб. до 60 м); напірні води з величиною напору 40-150 м зустрічаються на глиб. 100–600 м. Всі води переважно прісні. Водоряснісність цих порід сильно змінюється. Витрати джерел в залежності від пори року — від десятих часток л/с до 2000-7000 л/с. Дебіти свердловин — до 28 л/с. Води переважно прісні. Склад HCO3- або SO4- — HCO3-, з переважанням Mg2+ та Ca2+.